# گروه H جام جهانی فوتبال ۲۰۱۸

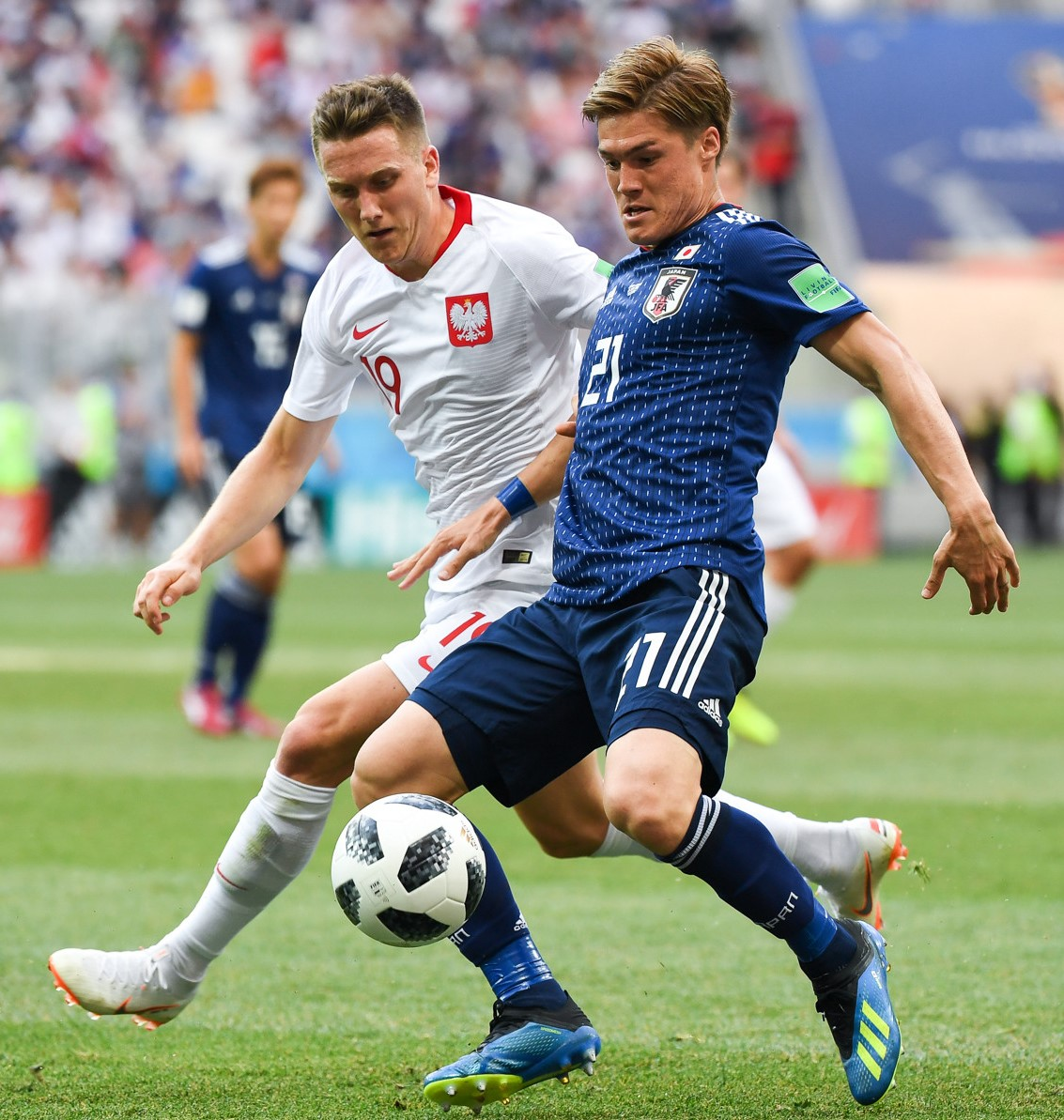
دیدار ژاپن و لهستان در مسابقات گروه H

مسابقات گروه H جام جهانی فوتبال ۲۰۱۸ از ۱۹ تا ۲۸ ژوئن ۲۰۱۸ برگزار خواهد شد. این گروه شامل تیم‌های کلمبیا، لهستان، سنگال و ژاپن است. دو تیم برتر به مرحله یک شانزدهم نهایی صعود می‌کنند.